# Callirhipis davidiana
Callirhipis davidiana là một loài bọ cánh cứng trong họ Callirhipidae. Loài này được Saussure miêu tả khoa học đầu tiên năm 1888.